# Mycosphaerella cleidionii
Mycosphaerella cleidionii är en svampart som först beskrevs av Berk. & Broome, och fick sitt nu gällande namn av Aptroot 2006. Mycosphaerella cleidionii ingår i släktet Mycosphaerella och familjen Mycosphaerellaceae.   Inga underarter finns listade i Catalogue of Life.